# Мића Орловић
Милоје Орловић (Ваљево, 28. мај 1934 — Београд, 13. фебруар 2013), познат по надимку Мића, био је српски и југословенски глумац, телевизијски водитељ, новинар и уредник. Каријеру је започео као студент у радију Студентски Град, наставивши је у Телевизији Београд где је постао један од најпознатијих водитеља. У историји српске и југословенске телевизије остаће упамћен као први водитељ ТВ Дневника.

## Биографија
Мића Орловић је рођен 28. маја 1934. године у Ваљеву у породици Секуле и Стане Орловић. Породица Орловић води порекло из села Горњи Стрмац у општини Зубин Поток. Одрастао је у Приштини и Ваљеву заједно са млађим братом Драганом који се касније такође бавио новинарством и једно време био уредник дневног листа „Политика Експрес“. Завршио је Ваљевску гимназију. Два пута се женио, а из првог брака има једну кћер.

### Студије
Завршио је Филолошки факултет у Београду. Током студија је радио као спортски новинар. Био је стандардни репрезентативац студентске кошаркашке репрезентације Југославије коју је тих година оформио и са успехом водио Ранко Жеравица.

### Новинарска каријера
На програму Радио Београда први пут се огласио 15. октобра 1957. године као репортер са фудбалске утакмице ОФК Београд – Напредак Крушевац.
Почетком маја 1958. године, Мића Орловић је у току гостовања великана позоришне сцене из Београда Марије Црнобори, Миодрага „Мила“ Здравковића, Дуње Ланго, Јармиле Ћеровић и Љубише Јовановића у Загребу, учествовао у реализацији првог телевизијског приказа у оквиру размене ТВ новинара Београда и Загреба.
Телевизија Београд је 23. августа 1958. године емитовала први ТВ Дневник информативно-политичког програма чији је спикер био Мића Орловић. О том искуству је једном приликом изјавио:
Био сам клинац, али клинац са већ богатим радијским искуством, па нисам имао трему. Сам себи сам објаснио да је камера стаклени прозор кроз који ћу да гледам, тражећи погледом моје камермане. Био је то добар потез, јер сам се тако опустио и имао утисак да се заиста обраћам својим гледаоцима. Пренос је завршен без иједне грешке.
Професионални новинар је био од 1956. године, а уредник од 1967. године.
Орловић је остварио више од 170 репортажа, као и 300 интервјуа, преко 200 ТВ репортажа, 80 радио емисија, 1300 ТВ емисија.
Учествовао је у реализацији два квиза, „Гинис“ и „Историја српског народа“.

### Филмска каријера
Кршан и маркантан, важио је за југословенског Џона Вејна. Глумио је у 17 домаћих и страних филмова.
Преминуо је у Београду у среду 13. фебруара 2013. године. у дому за старе у коме је провео десетак последњих дана. Сахрањен је 16. фебруара 2013. године у Алеји заслужних грађана на Новом гробљу у Београду.

## Награде и признања
Добитник је следећих награда:
- Награда за животно дело Удружења новинара Србије
- Награда за животно дело Радио Телевизије Београд
- Златни беочуг Културно просветне заједнице Србије
- Награда за животно дело, ИНТЕРФЕР[11], Сомбор (2007)
- Награда Радио Смедерева за неговање правилног говора и очување лепоте језика у електронским медијима „Бранислав Мане Шакић“ за 2010. годину[12]

Добитник је Ордена рада са златним венцем.
У књизи Историја српске културе пише:
Незаобилазан је, као спикер и водитељ, Милоје Мића Орловић, с којим су гледаоци поистовећивали нашу телевизију.
Добитник је српске националне пензије од 2008. године због врхунског доприноса националној култури.
Од 2010. године Удружење новинара Војводине додељује новинарима, водитељима или спикерима награду „Press витез – Мића Орловић“. Иста награда која се додељује новинаркама, водитељкама или спикеркама носи име Душанке Калањ.
Испред зграде РТС, Таковска 10 у Београду, подигнут му је споменик 23. августа 2019. године.

## Спољашњи извори
- Мића Орловић на веб-сајту  (језик: енглески)
- Јунак првог ТВ Дневника, Вести од 19. децембра 2010. године, Приступљено 28. априла 2011.